# Mikaelskyrkan, Boden
Mikaelskyrkan är en kyrkobyggnad i tillhörande Överluleå församling belägen i byn Hamptjärnmoran väster om Boden i Bodens kommun.
Mikaelskyrkan är tänkt att fungera som ett allaktivitetshus. Kyrksalen invigdes den 18 oktober 1987 av biskop Gunnar Weman.
Vid altaret i kyrksalen finns ikoner utförda av Uno Öhlund. En klockstapel med kyrkklocka skänktes år 2000.